# Даниел Олбрихски
Даниел Марсел Олбрихски (на полски: Daniel Olbrychski, 27 февруари 1945 г., Лович) е полски филмов актьор, който има богата артистична кариера. Той е известен главно с главните си роли във филми на режисьора Анджей Вайда.

## Професионална дейност
Постъпва в Народното театрално училище, но така и не завършва обучението си. През 1963 г. започва да се снима във филми, където пристига със своята аура на мистерия, атлетичния си вид и рядката си вътрешна сила под юношеско лице. Под ръководството на Анджей Вайда той играе ролята на полския актьор Збигнев Цибулски – герой във филма „Пепел и диаманти“, базиран на едноименния роман на Йежи Анджеевски – загинал при катастрофа, във филма, който разказва за история за същото. Техните характери се различаваха: Цибулски беше интуитивен и експанзивен, докато Олбрихски беше смятан за строг и загадъчен.
Други забележителни изпълнения се случиха във филма „Тенекиеният барабан“, филм на Фолкер Шльондорф, базиран на едноименната книга на носителя на Нобелова награда за литература от 1999 г., германеца Гюнтер Грас, както и малката му роля в Непоносимата лекота на Битие. Заслужава да се припомни и участието му в „Лов на мухи“, „Дамите от Уилко“, „Брезовата гора“, „Сватбата“ (всички режисирани от Вайда); Семеен живот (реж. Кшищоф Зануси), „Едните и другите“ (в ролята на диригента в успешния филм на Клод Льолуш), Роза Люксембург (реж. Маргарете фон Трота), „Сибирският бръснар“ (реж. Никита Михалков) и в епизод от Декалога, от Кшищоф Кешловски.
Олбрихски е известен със своите умения за езда и сабя и лично участва в повечето екшън сцени, съответстващи на ролята му.
Актьорът Рафал Олбрихски е женен за партньорката си Моника Дженисевич-Олбрихска, а има още едно дете от немската актриса Барбара Сукова.

## Награди
През 1986 г. е удостоен с Ордена на Почетния легион във Франция, а през 2007 г. получава наградата на името на Константин Станиславски на Московския филмов фестивал за кариерата си на актьор и отдадеността си към принципите на школата на този велик театровед.

## Избрана филмография
| Йовита                                    | 1969 | Януш Моргенщерн  |
| Лов на мухи                               | 1969 | Януш Моргенщерн  |
| С огън и меч                              | 1969 | Йежи Хофман      |
| Пан Володийовски                          | 1969 |                  |
| Пейзаж след битката                       | 1970 | Анджей Вайда     |
| Березина                                  | 1970 | Анджей Вайда     |
| Пилат и другите                           | 1971 | Кшищоф Зануси    |
| Потопът                                   | 1974 | Анджей Вайда     |
| Обетованата земя                          | 1974 | Анджей Вайда     |
| Слугините от Вилко                        | 1979 | Анджей Вайда     |
| Кунг-Фу                                   | 1979 | Януш Кийовски    |
| Рицар                                     | 1980 | Лех Й. Маевски   |
| Посещение на местопрестъплението 1901     | 1980 | Филип Байон      |
| Га, га, Слава на героите                  | 1985 | Пьотър Шулкин    |
| Декалог III                               | 1985 | Кшищоф Кешловски |
| Редът на чувствата                        | 1993 | Кристина Янда    |
| Пестка                                    | 1995 | Кристина Янда    |
| Пан Тадеуш                                | 1999 | Анджей Вайда     |
| Истории през уикенда                      | 2002 | Кшиштоф Зануси   |
| Отмъщението                               | 2002 | Анджей Вайда     |
| Персона нон грата                         | 2005 | Йежи Хофман      |
| Истории през уикенда                      | 2005 | Кшиштоф Зануси   |
| Древна приказка: Когато слънцето беше бог | 2005 | Йежи Хофман      |
| Битката за Варшава 1920                   | 2011 | Йежи Хофман      |